# Glycogénine
 (février 2024).
Si vous disposez d'ouvrages ou d'articles de référence ou si vous connaissez des sites web de qualité traitant du thème abordé ici, merci de compléter l'article en donnant les références utiles à sa vérifiabilité et en les liant à la section « Notes et références ».
La glycogénine est une glycosyltransférase agissant comme une amorce pour polymériser sur son résidu Tyr 194 quelques molécules de glucose à partir d'UDP-glucose afin de former un oligomère d'au moins quatre résidus glucose :
UDP-α-D-glucose + glycogénine  {\displaystyle \rightleftharpoons }  UDP + α-D-glucosylglycogénine.
Quatre résidus glucose constituent la taille critique à partir de laquelle la glycogène synthase peut prendre le relais et polymériser quelques dizaines de milliers de molécules de glucose pour donner du glycogène :

Représentation schématique d'une coupe de glycogène montrant la glycogénine au centre servant d'amorce autour de laquelle typiquement 30000 résidus glucose sont polymérisés.